# Kulturní dům Repre
Kulturní dům Repre (zkráceně Repre) je budova nacházející se na náměstí Velké Mostecké stávky v Mostě. Vznikla v souvislosti s likvidací Hornického spolkového domu (Repre) ve starém Mostě a poté převzala i jeho jméno. Dům vznikal v letech 1972 až 1984 spolu s výstavbou nového Mostu. Navrhli jej architekti Mojmír Böhm, Jaroslav Zbuzek a Luboš Kos. Členitý objekt tvoří několik vzájemně poskládaných železobetonových bloků, na jejichž střeše je umístěna měděná koule planetária o kapacitě 14 osob. Na sever k obchodnímu domu Prior levituje nad terénem trojúhelník, obsahující kino. Obrácená část kulturního domu je také vynesena nad zem. Nachází se pod ní vodní plocha fontány. Uvnitř se nachází velký a malý sál, planetárium, restaurace s letní terasou a vodní plochou a obchody v pasáži. V roce 2021 byla vyhlášena soutěž na zhotovitele rekonstrukce.[zdroj?] V plánu je přenést do Repre městskou knihovnu, proti čemuž se část občanů bouří.

## Kritika připravované rekonstrukce
Část občanů kritizuje záměr radnice nevyhlásit architektonickou soutěž na rekonstrukci budovy.
Přes tisíc občanů vyzývá město k zastavení zakázky a vypsání nové, řešené formou soutěžního dialogu.
Město kritiku nadále odmítá a pokračuje v přípravách rekonstrukce.
Proti plánované rekonstrukci, která je mnohými lidmi označena za necitlivou, se konala i 27.2.2024 demonstrace, které se zúčastnilo kolem 100 osob. Na protestní akci vystoupila i rodina architekta budovy Repre pana Mojmíra Böhma. 

## Galerie

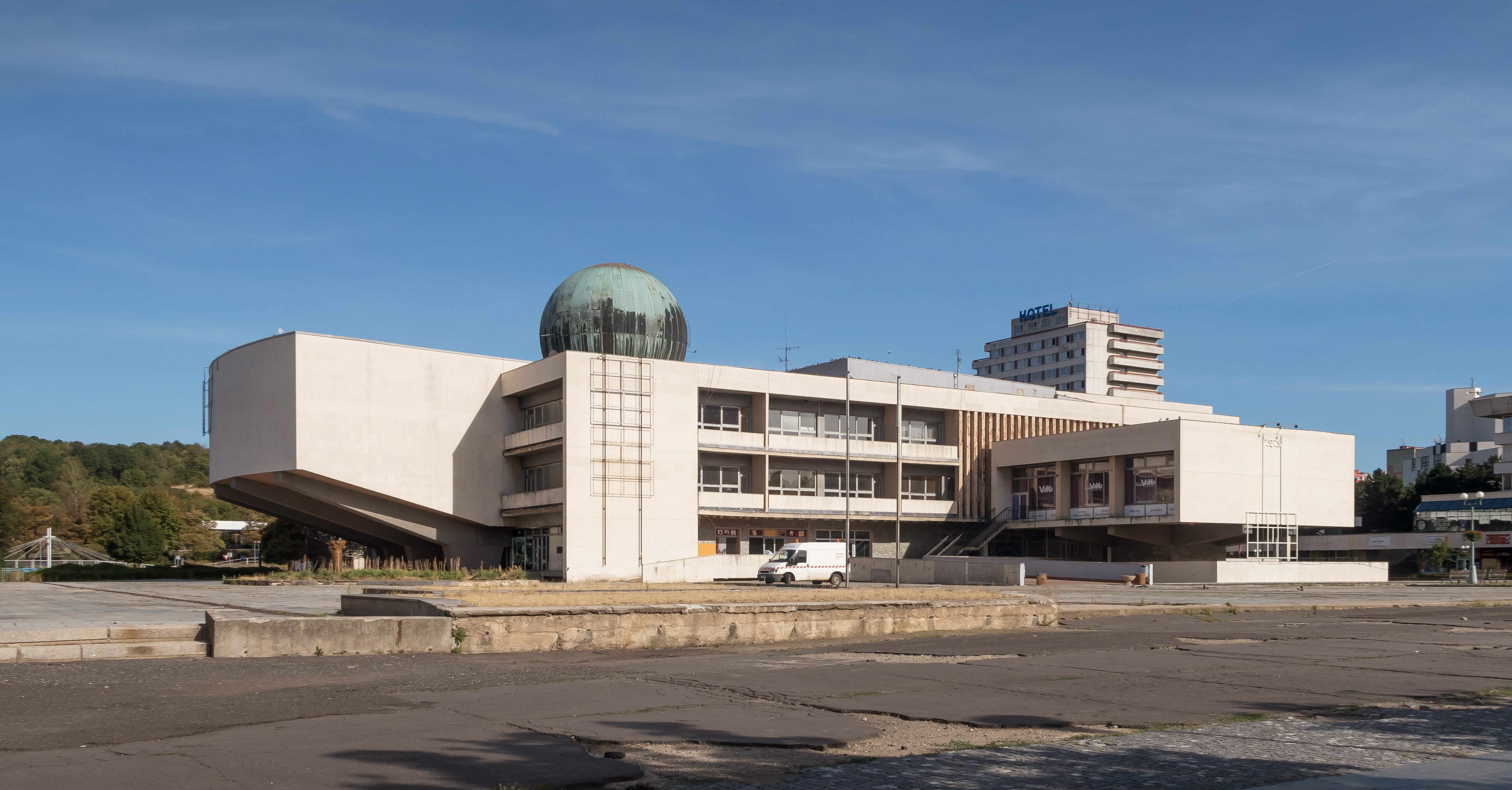
Pohled ze západu
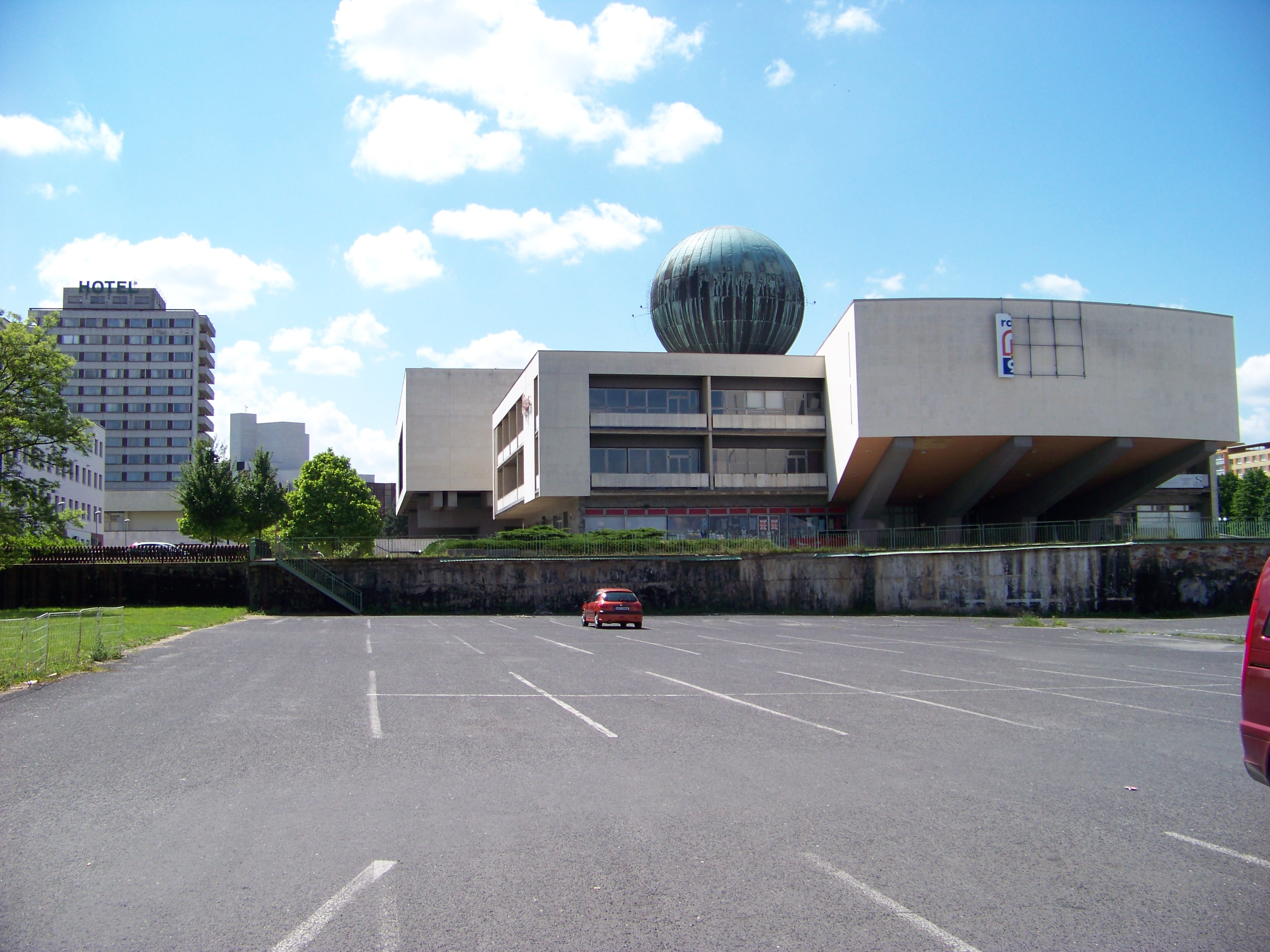
Pohled ze severu s trojúhelníkovitým kinem vyneseným nad úroveň terénu
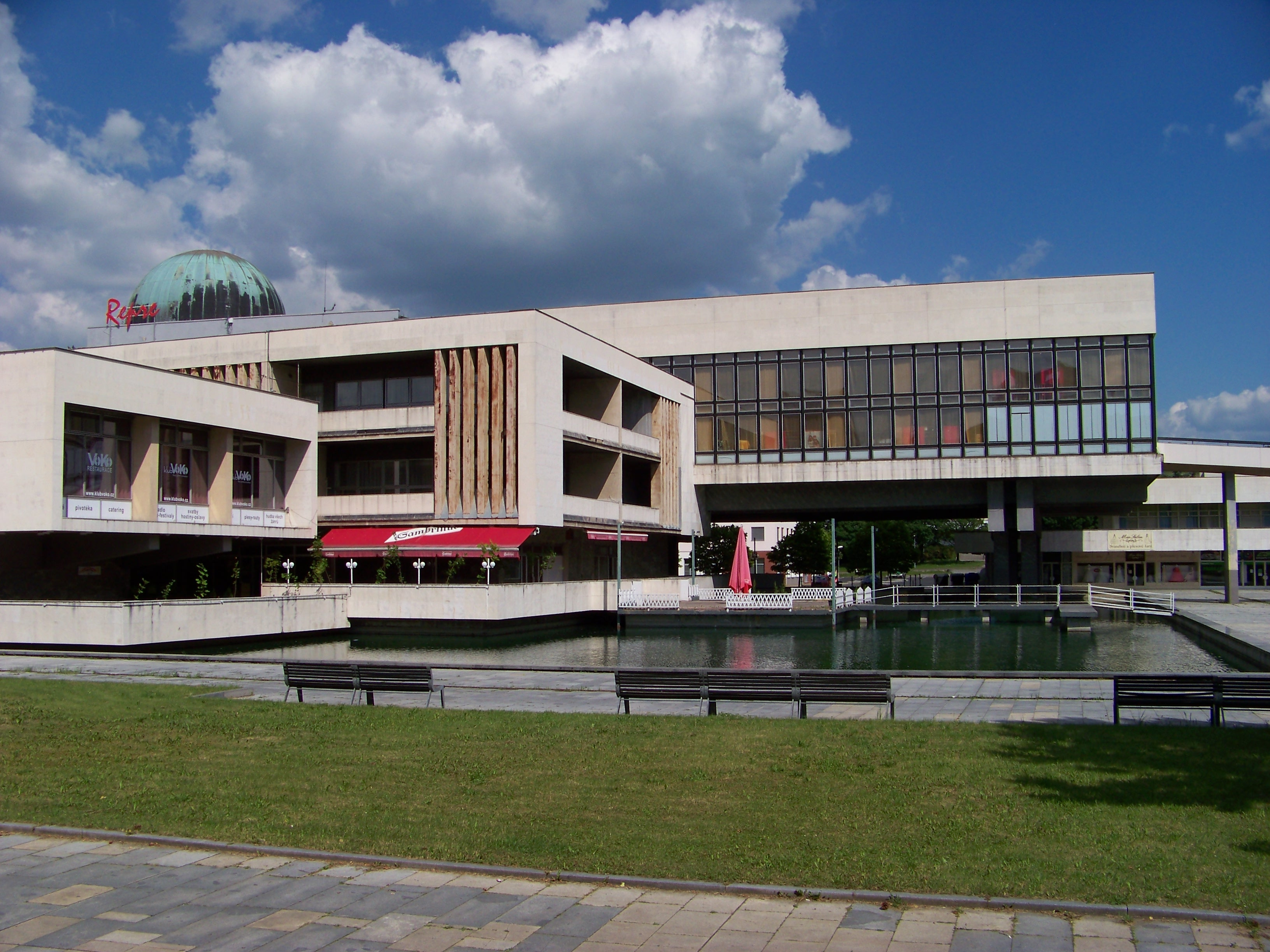
Pohled z jihozápadu na jednotlivé bloky objektu. Vpravo dole vodní plocha
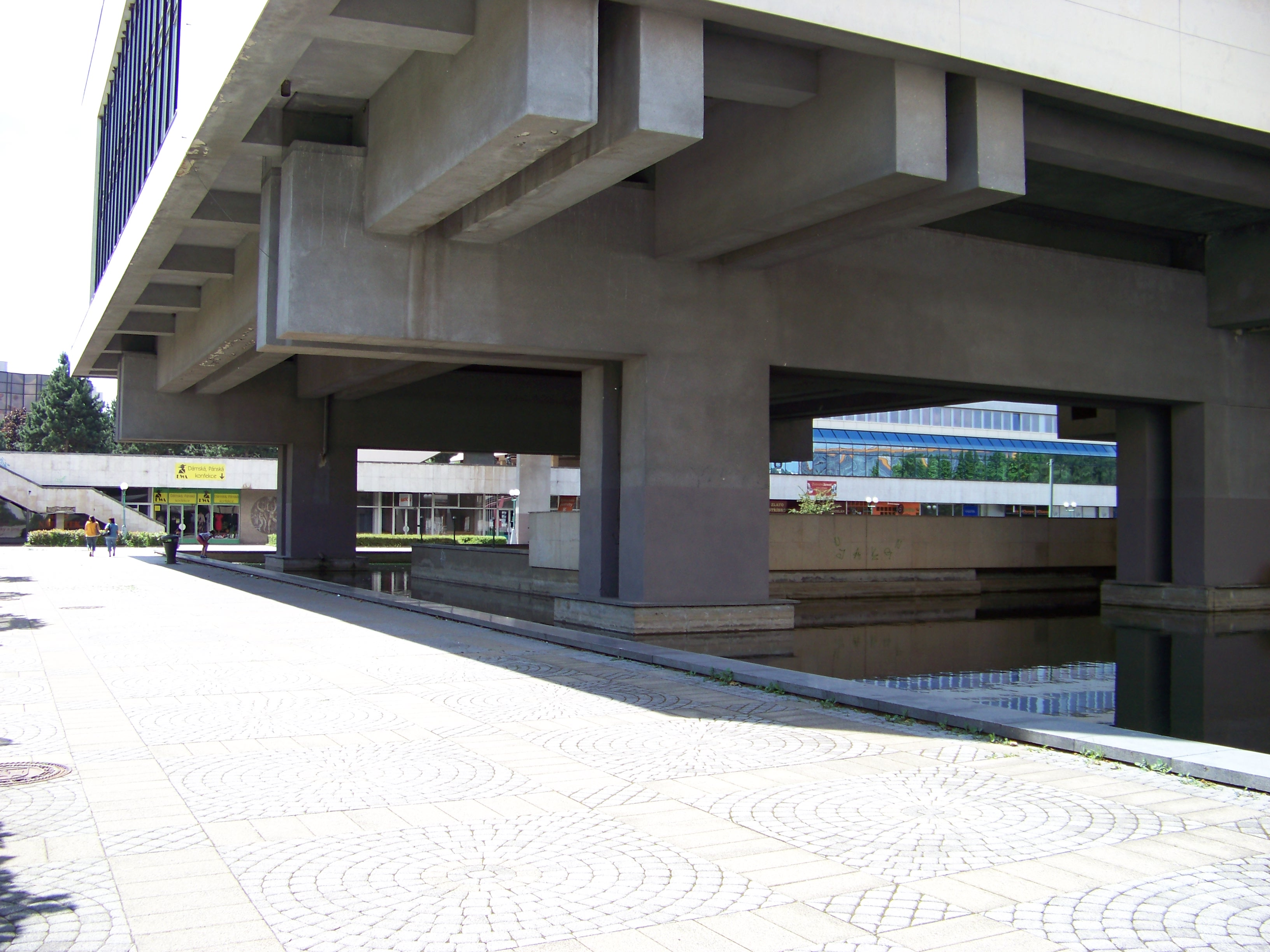
Pilíře vynášející část kulturního domu nad vodní plochu
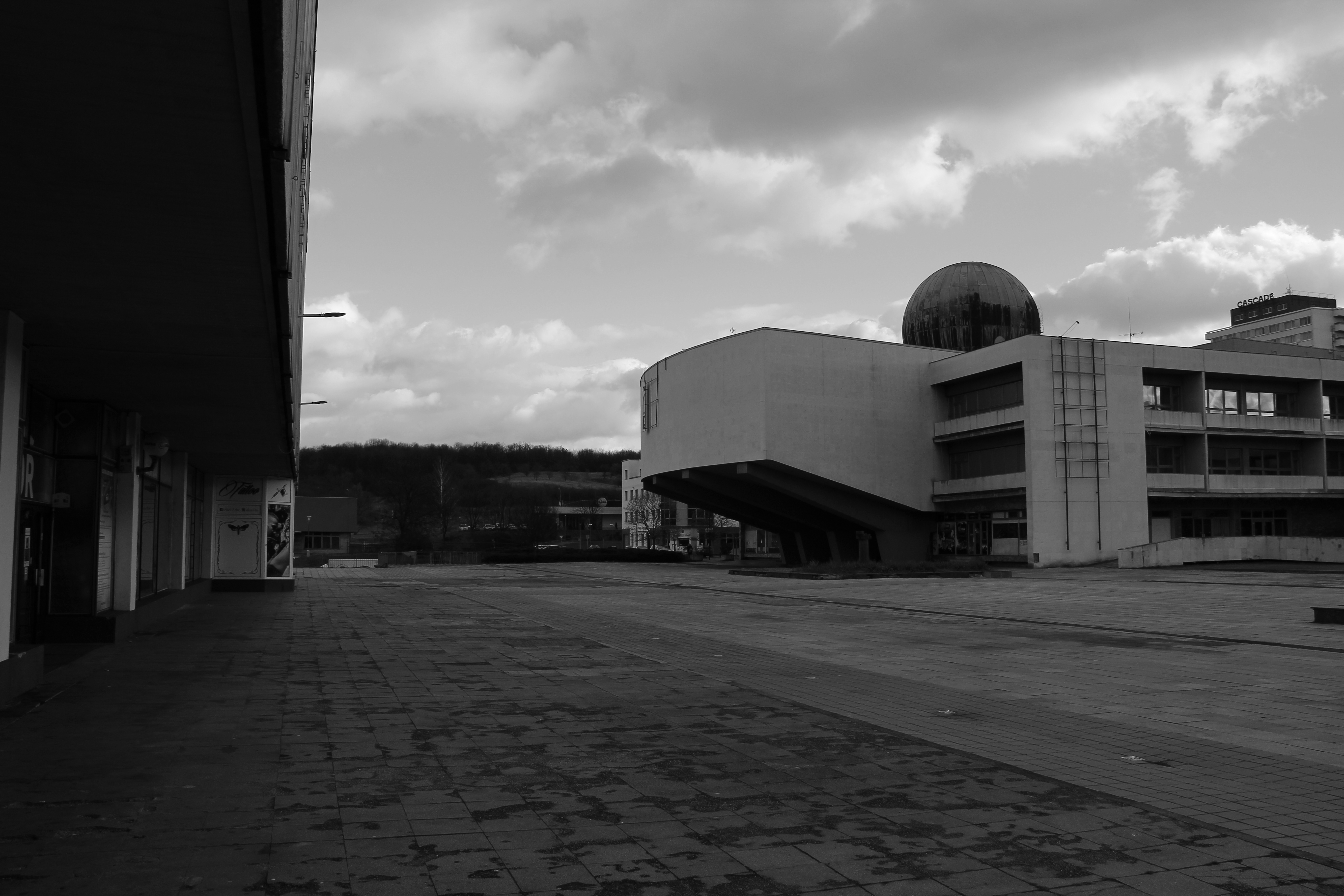